# Kaduna Challenger
Il Kaduna Challenger è stato un torneo professionistico di tennis giocato su campi in terra rossa. Faceva parte dell'ATP Challenger Series. Si giocava annualmente a Kaduna in Nigeria.

## Albo d'oro

### Singolare
| Anno | Campione           | Finalista          | Punteggio     |
| ---- | ------------------ | ------------------ | ------------- |
| 1980 | Chris Mayotte      | John Feaver        | 1–6, 6–3, 6–3 |
| 1981 | Gianluca Rinaldini | Gerald Mild        | 6–3, 6–4      |
| 1982 | Non disputato      | Non disputato      | Non disputato |
| 1983 | Patrice Kuchna     | Hans-Peter Kandler | 7–5, 6–4      |
| 1984 | Non disputato      | Non disputato      | Non disputato |
| 1985 | Hans-Peter Kandler | Alfonso González   | 2–6, 6–4, 6–0 |

### Doppio
| Anno | Campioni                     | Finalisti                     | Punteggio     |
| ---- | ---------------------------- | ----------------------------- | ------------- |
| 1980 | Chris Mayotte Larry Stefanki | Robin Drysdale John Feaver    | 6–4, 3–6, 6–2 |
| 1981 | Junie Chatman Mark Vines     | Ian Harris Craig Wittus       | 6–1, 6–2      |
| 1982 | Non disputato                | Non disputato                 | Non disputato |
| 1983 | Mike Barr Jakob Hlasek       | Bernhard Pils Helmar Stiegler | 6–4, 6–1      |
| 1984 | Non disputato                | Non disputato                 | Non disputato |
| 1985 | Richard Akel Jeff Arons      | Haroon Ismail Fotis Vazeos    | 6–3, 6–3      |